# Resolutie 1120 Veiligheidsraad Verenigde Naties
Resolutie 1120 van de Veiligheidsraad van de Verenigde Naties werd unaniem door de VN-Veiligheidsraad aangenomen op 14 juli 1997, en verlengde het VN-bestuur in het oosten van Kroatië met een half jaar.

## Achtergrond
In 1980 overleed de Joegoslavische leider Tito, die decennialang de bindende kracht was geweest tussen de zes deelstaten van het land. Na zijn dood kende het nationalisme een sterke opmars, en in 1991 verklaarden verschillende deelstaten zich onafhankelijk. Hierdoor ontstond ook in Kroatië een burgeroorlog met de Servische minderheid, waarbij op grote schaal etnische zuiveringen plaatsvonden. Na een succesvol Kroatisch offensief werd een akkoord getekend.

## Inhoud

### Waarnemingen
De Kroatische regio's Oost-Slavonië, Baranja en West-Sirmium werden bestuurd door de VN-missie UNTAES. In een akkoord met de lokale Servische gemeenschap in die regio's stond de veiligheid van alle burgers in die regio's voorop. Kroatië was verplicht vluchtelingen uit heel het land toe te laten naar hun huizen terug te keren. In die drie regio's waren de omstandigheden daarvoor niet geschikt. Verder was ook het respect voor de mensenrechten niet voldoende verbeterd en was er nog steeds etnisch geweld. Verder werkte Kroatië niet voldoende mee met het Joegoslavië-tribunaal. Alle landen in de regio waren verplicht beschuldigden eraan uit te leveren.

### Handelingen
Het belang van respect voor de mensenrechten van alle etnische groepen werd benadrukt. Kroatië moest alle administratieve en juridische obstakels die vluchtelingen verhinderden terug te keren verwijderen. De lokale Serviërs in de drie regio's moesten zich dan weer constructief opstellen voor herintegratie in de rest van Kroatië. Het mandaat van de UNTAES werd verlengd tot 15 januari 1998. Ook werd de herstructurering ervan, met een afbouw van het militaire component, goedgekeurd. Secretaris-generaal Kofi Annan werd gevraagd tegen 6 oktober te rapporteren over de re-integratie van de regio. Kroatië werd gevraagd een nationaal verzoeningsprogramma op te starten.

## Verwante resoluties
- Resolutie 1112 Veiligheidsraad Verenigde Naties
- Resolutie 1119 Veiligheidsraad Verenigde Naties
- Resolutie 1126 Veiligheidsraad Verenigde Naties
- Resolutie 1140 Veiligheidsraad Verenigde Naties

Lijst ·  1093 ·  1094 ·  1095 ·  1096 ·  1097 ·  1098 ·  1099 ·  1100 ·  1101 ·  1102 ·  1103 ·  1104 ·  1105 ·  1106 ·  1107 ·  1108 ·  1109 ·  1110 ·  1111 ·  1112 ·  1113 ·  1114 ·  1115 ·  1116 ·  1117 ·  1118 ·  1119 ·  1120 ·  1121 ·  1122 ·  1123 ·  1124 ·  1125 ·  1126 ·  1127 ·  1128 ·  1129 ·  1130 ·  1131 ·  1132 ·  1133 ·  1134 ·  1135 ·  1136 ·  1137 ·  1138 ·  1139 ·  1140 ·  1141 ·  1142 ·  1143 ·  1144 ·  1145 ·  1146